# Hwang Youn-joo
Hwang Youn-joo (kor. 황연주; ur. 13 sierpnia 1986 w Korei Południowej) – południowokoreańska siatkarka, grająca jako przyjmująca. Obecnie występuje w drużynie Hyundai.

## Sukcesy reprezentacyjne
Mistrzostwa Azji:
- 2011

Igrzyska Azjatyckie:
- 2010